# Otto Sinding

Otto Sinding

Otto Ludvig Sinding, (* 20. Dezember 1842 in Kongsberg in Norwegen; † 23. November 1909 in München) war ein norwegischer Maler. Seine Brüder waren Christian Sinding und Stephan Sinding. 

## Leben
Sinding studierte die Rechte zu Christiania (heute Oslo) und war bereits eine Zeit lang Beamter, ehe er sich 1867–69 bei den Malern Philip Barlag und Johan Fredrik Eckersberg der Kunst widmen konnte. Seine ersten Versuche in der Landschaftsmalerei erwarben ihm 1869 ein Stipendium, mit welchem er nach Karlsruhe ging, um seine Studien bei Hans Gude fortzusetzen. 
Neben Gude genoss er die Unterweisung Wilhelm Riefstahls, bei welchem er Figuren zu malen begann. Seit 1872 vervollkommnete er sich hierin weiter bei Piloty in München. 1876 kehrte er in seine Heimat zurück und malte dort das Altarbild Christus am Kreuz für die Pauluskirche in Christiania (Oslo) und mehrere Bilder nach norwegischen Volksmärchen sowie dramatische Küstenlandschaften nach Anregungen von Knud Baade. 1880 unternahm er eine Reise nach Italien und ließ sich dann in München nieder, wo er eine Reihe belebter Landschaften und Marinen malte. 
Sein von Johan Martin Nielssen bestärkter Wunsch, auf die Lofoten zu reisen, erfüllte sich erstmals im Winter 1881/82. Auch im Winter 1886 unternahm er eine Studienreise nach den Lofoten, von welcher er etwa 60 Ölgemälde mitbrachte, in denen das Leben auf den Lofoten zu allen Jahres- und Tageszeiten in genauer Beobachtung der Licht- und Lufterscheinungen geschildert ist. Sinding gilt nach Johan Nielssen geradezu als der Entdecker der Lofoten in der Malerei. Sindings Bilder machten die großartige Naturszenerie der Lofoten in Norwegen und in Europa populär. 
1886 ließ sich Sinding in Berlin nieder. 1888 zeigte er 60 Lofotenbilder auf der Berliner Akademieausstellung. Auf einer weiteren Reise nahm er seinen Studienaufenthalt in Bergen, dessen Umgebung er in einer zweiten Bilderreihe zur Frühlings- und Sommerszeit schilderte. Auch in den 90er Jahren war er mehrfach auf den Lofoten.
Seit 1891 lebte er in Lysaker. 1894 wandte er sich erneut der Historienmalerei zu und malte für Leipzig ein Panorama der Völkerschlacht von 1813. 1896 erhielt er auf der Internationalen Kunstausstellung in Berlin eine große Goldmedaille. Seit 1903 lebte er als Professor der Kunstakademie in München.
Ehefrau war Anna Christine Nielsen (1855–1914), eine Pflegetochter Gudes. Befreundet war er mit Bjørnstjerne Bjørnson. Sein Sohn war Sigmund Sinding (1875–1936). Die Malerin Elisabeth Sinding (1846–1930) war seine Cousine.

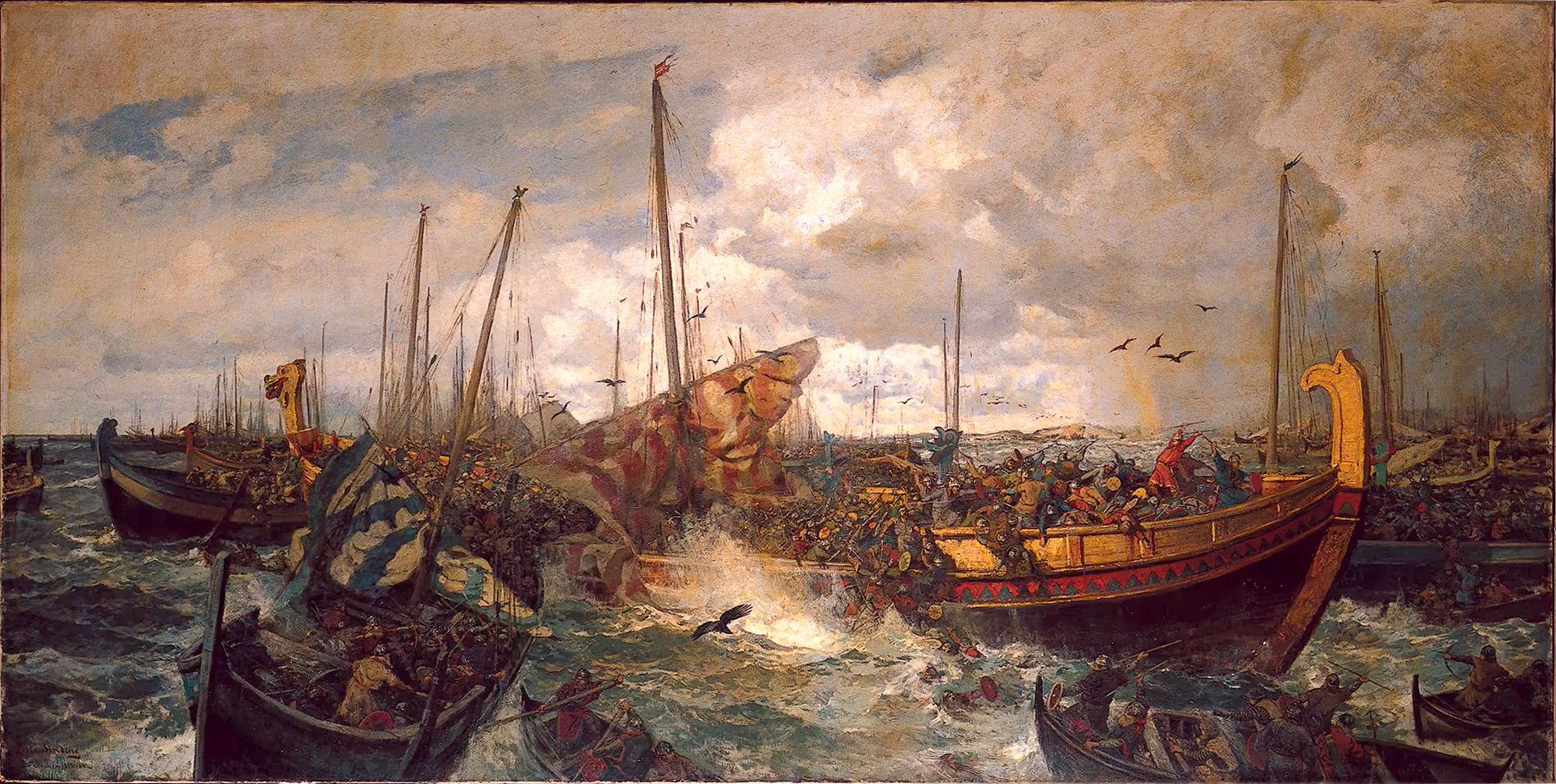
«Die Schlacht von Svolder», 1883